# 島根県道303号一の瀬折居線
島根県道303号一の瀬折居線（しまねけんどう303ごう いちのせおりいせん）は、島根県浜田市を通る一般県道である。

## 概要
浜田市内村町から浜田市折居町に至る。
島根県道34号浜田美都線との重用は同路線の改良（2002年（平成14年）8月8日完成）に伴うものである。

### 路線データ
- 起点：浜田市内村町（島根県道34号浜田美都線上）
- 終点：浜田市折居町（国道9号交点）

## 歴史
- 1958年（昭和33年）6月13日 - 島根県告示第525号により認定される。
- 1972年（昭和47年）頃 - 現行の県道番号に変更される。
- 2005年（平成17年）10月1日 - 浜田市と那賀郡全町村が対等合併して改めて浜田市が設置されたことにより全区間が浜田市域を通る路線になる。

## 路線状況

### 重複区間
- 島根県道34号浜田美都線（浜田市内村町（起点） - 浜田市櫟田原町）
- 島根県道304号三隅井野長浜線（浜田市井野町 - 浜田市三隅町井野）

## 地理

### 通過する自治体
- 島根県
  - 浜田市

### 交差する道路
| 交差する道路                             | 交差する場所                   | 交差する場所 |
| ---------------------------------------- | ------------------------------ | ------------ |
| 島根県道34号浜田美都線 重複区間起点      | 内村町（ないむらちょう）       | 起点         |
| 島根県道34号浜田美都線 重複区間終点      | 櫟田原町（いちいたばらちょう） |              |
| 島根県道304号三隅井野長浜線 重複区間起点 | 井野町                         |              |
| 島根県道304号三隅井野長浜線 重複区間終点 | 三隅町井野                     |              |
| E9 山陰自動車道 / 国道9号浜田・三隅道路  | 折居町                         | [ 注釈 1 ]   |
| 国道9号                                  | 折居町                         | 終点         |

### 沿線
- 大麻山
- 中国自然歩道
- JR西日本山陰本線 折居駅